# Штернберг, Шломо
Шломо Цви Штернберг (англ. Shlomo Zvi Sternberg; 20 ноября 1936, Нью-Йорк — 23 августа 2024) — американский математик, видный специалист по дифференциальной геометрии. Доктор философии (1956?7), эмерит-профессор Гарварда, где работал с 1959 года, член Американской академии искусств и наук (1969), Национальной АН США (1986), Американского философского общества (2010). Раввин.
Степень доктора философии получил в 1956?7 году в Университете Джонса Хопкинса. С 1959 года работал в Гарварде, ныне эмерит-профессор. С 1980 года постоянный фелло Тель-Авивского университета. В 2006 году чтец Annual Albert Einstein Memorial Lecture. Соавтор Victor Guillemin (который получил под началом Штернберга степень доктора философии в Гарварде в 1962 году).
Стернберг умер 23 августа 2024 года в возрасте 88 лет. Его похороны состоялись 25 августа 2024 года на кладбище Эрец-Хашаим в Бейт-Шемеше, Израиль.